# حوض‌انبار سنگی سه فرسخ
حوض‌انبار سنگی سه فرسخ مربوط به پهلوی اول است و در شهرستان بجستان، بخش یونسی، روستای سه فرسخ واقع شده و این اثر در تاریخ ۱۶ اسفند ۱۳۸۴ با شمارهٔ ثبت ۱۴۳۲۹ به‌عنوان یکی از آثار ملی ایران به ثبت رسیده‌است.